# Бесарабски българи
Бесарабски българи са българите, живеещи в областта Бесарабия, намираща се между реките Днестър (Одеска област) и Прут, разделена между днешна Молдова, днешна Украйна и днешна Румъния.

## Географско разпространение и брой
Общият брой на бесарабските българи в Република Молдова и Република Украйна по официални данни е около 230 000 души.
По официални данни в Република Молдова бесарабските българи през 1989 г. са 88 419 души. Според преброяването от октомври 2005 г. в Молдова живеят 65 072 души, но в този брой не са включени българите в Приднестровието. Въпреки че българите населяват най-различни селища в Молдова, включително и столицата Кишинев, където са чести смесените бракове, тяхната най-голяма концентрация е в южните части на Молдова – предимно в Тараклийски район (28 500 д. или 66%), но също така и в други райони (Кагулски, Леовски, Кантемирски), както и в Гагаузия. В Гагаузия живеят близо 8000 българи – малко над 5% от населението.
В украинската част на Бесарабия българите са по-многобройни – над 140 000 души. Те преобладават в Болградския район. Немалко българи живеят и в Тарутински, Арцизки, Саратски, Измаилски и Татарбунарски район. Те са незначително малцинство в Килийски и Белгород Днестровски район. Макар че областният център Одеса се намира извън границите на географската област Бесарабия, немалко бесарабски българи са се преселили в този град.

## История
Българското етническо присъствие в Бесарабия датира от ранното Средновековие. Начало на значително българско присъствие в този район обаче е поставено в края на 18 и началото на 19 век. Така по време на Руско-турската война от 1768 – 1774 година, особено при оттеглянето на руските войски, няколко хиляди българи се изселват във Влашко, Молдова и Украйна. Българско население се преселва в Бесарабия по време на кърджалийството в Османската империя.
В административно отношение българските и другите чужди колонии в Бесарабия се ползват с автономия спрямо местната администрация и са пряко подчинени на Обща канцелария за опекунство на чужденците. Първоначално тя е със седалище в Санкт Петербург, а през 1800 година е преместена в Екатеринослав. През годините тя има различни местни подразделения, като най-трайно и активно е това за Бесарабия.
Масовите заселвания на българи в Буджак, където днес е концентрирана основната част от бесарабските българи, започва през Руско-турската война от 1806 – 1812 година. Непосредствено преди нея руското правителство изселва местните татари с намерението да укрепи границата си, заселвайки там християнско население. Първоначално заселниците са главно румънци, но с прехвърлянето на военните действия на Балканите през 1809 година и с оттеглянето на руснаците от Добруджа и североизточна България през следващата година няколко хиляди българи се преселват в областта.Този процес не е съвсем доброволен, а стратегия на руския император. 
В самата война участват много българи, както бежанци, така и живеещи вече в Бесарабия, както и от други части на Украйна, Влашко и Молдова. Те участват във военните действия във Влашко, но след примирието през 1807 година доброволческите отряди са разпуснати, заради лоша дисциплина и грабежи на местното население. През пролетта на 1811 година е сформирано самостоятелно подразделение – Българска земска войска – в което участват много българи от Украйна и което се включва активно в боевете при Русе, Тутракан и Силистра. След края на войната основната част от участниците в Земската войска се установяват в Южна Бесарабия, опитвайки се безуспешно да получат статут на военни заселници.
Заселването на българи в Бесарабия продължава и след края на войната, когато цялата област е присъединена към Руската империя. Клауза на Букурещкия договор дава възможност на османските поданици свободно да се изселват от страната в продължение на 18 месеца след подписването му. През този период много българи се преселват в Буджак, а също и в по-големи градове като Кишинев. Сред тях има и хора, установили се първоначално в Молдова, където са заплашени от закрепостяване от местните земевладелци. Към 1818 година броят на българите в Бесарабия вече е около 30 хиляди души.
През 1818 година Общата канцелария за опекунство на чужденците е преобразувана в Попечителен комитет за чуждите поселници и е преместена в Одеса. Пръв главен попечител става генерал Иван Инзов, който развива активна дейност за организирането на колониите в Южна Бесарабия.
Особено големи са преселническите вълни през Руско-турската война от 1828 – 1829 г. Тя се отразява изключително тежко на мирното население в Източна България – принудителни изселвания, реквизиции и масова мобилизация на цивилно население за обслужване на двете армии предизвикват икономическа катастрофа, а към това се добавя и епидемия от чума, която по някои оценки унищожава 1/3 от населението на източна Тракия. Това предизвиква вълна от български бежанци, известна част от които преминава в Новорусия, главно в Бесарабия – броят на преселилите се по време на самата война се оценява на 2 – 3 хиляди души.
През септември 1829 година е сключен Одринският мирен договор, който отново дава възможност за изселване от Османската империя и поставя началото масова изселническа вълна, достигнала своята кулминация в края на руската окупация на източна България през април 1830 година. Общият брой на изселниците е 140 – 150 хиляди души, като към 3/4 от тях заминават за Бесарабия.
Въпреки че българските преселници са най-вече от Източна България, сред тях има и западни българи – македонци и шопи, заселили се в Източна България през 18 век и преди това. Заедно с българите в Бесарабия се заселват дори и няколко албански села, също преселили се от Източна България – част от възрастните жители на село Жовтневое (Каракурт), Болградски район говорят албански език.
След заселването си на новото място българските колонисти основават свои градове, между които Болград и Комрат, а също и много села, наричани и колонии. През 1856 година, по силата на Парижкия мирен договор Бесарабия е разделена на две – югозападните части с Болград, Измаил и Килия са включени в състава на Молдова (от 1861 г. – Румъния), а североизточните с център Комрат остават в Руската империя. През 1858 г. с разрешението на молдовския владетел, българина Никола Богориди, е основана Болградската гимназия, която има значително място в развитието на българското образование и култура през Възраждането.
В края на 1860 година възниква напрежение между българите в района на Болград и румънската администрация, при което местен чиновник е пребит. На 8 ноември полицията разпръсква събрание на българи, след което започват произволни насилия – загиват 10 души, а около 200 са ранени. Тези събития предизвикват вълна от преселвания на руска територия, при която над 21 000 българи от румънската част на Бесарабия се преселват в Руската империя. Част от тях се установяват в българските колонии от другата страна на границата, но много други получават земя в Таврия на мястото на напусналите този край ногайци, поставяйки началото на друга българска общност – таврийските българи.
През 1871 година е премахнат особения статут на българските колонии в руската част на Бесарабия, дотогава подчинени на Попечителния комитет за чуждите преселници, и те са присъединени към създадените малко по-рано общи земски управи. По това време броят на българите в Украйна и руската част на Молдова се оценява на около 120 хиляди души.
След като през 1878 година Южна Бесарабия отново е включена в състава на Руската империя, там се засилват процесите на русификация. За това спомага и преселването в Княжество България на голяма част от местните български интелектуалци, които се включват активно в изграждането на българската държава. Извоюваните от българите по време на молдовското (румънското) управление права в областта на образованието и културата са премахнати и Болградската гимназия изцяло придобива облик на руско учебно заведение.
След 1918 г. и краха на Руската империя Румъния завладява цяла Бесарабия. За разлика от предишното румънско управление, всички културно-просветни привилегии на българите са изцяло отнети. През март 1918 г. бесарабските българи изпращат меморандум до българския министър-председател с молба да се застъпи за националните им права. Българите не се включват масово в болшевишкото Татарбунарско въстание, поставящо си за цел присъединяването на Бесарабия към Съветския съюз. Междувременно, се засилват тенденциите на отделяне от българите от гагаузите, които дотогава се приемат за говорещи на турски език българи.
През лятото на 1940 година, след спогодбата Рибентроп-Молотов от предишната година, съветските войски навлизат в Бесарабия и я включват в състава на Съветския съюз. Българите преживяват колективизацията, Втората световна война, румънската окупация 1941 – 1944 и последвалия войната небивал глад и масова смъртност.
Въпреки че са признати официално, в Съветския съюз част от бесарабските българи губят някои черти от своята културна идентичност – език и други.

## Бесарабските българи в Украйна
В края на 80-те години сред българите в СССР се заражда движение на национално възраждане. Издават се български вестници, създават се културно-просветни дружества, в много училища започва да се изучава български език – в началото като факултативен предмет, а впоследствие и като задължителна част от учебната програма. След разпадането на Съветския съюз през 1991 г. в някои места в Бесарабия (в Болградската гимназия, в Тараклийския колеж, в село Чийшия (Огородное, Городное, Украйна) и на други места на български език се изучават голяма част от учебните предмети. През 1993 г. в Украйна се създава Асоциация на българите в Украйна, чийто председател Антон Киссе е депутат в парламента на Украйна. През 1995 г. в Кишинев се създава Български теоретичен лицей „Васил Левски“. През 2007 г. в Одеса е създадена организацията Конгрес на българите в Украйна с председател Юрий Граматик. Основната цел на организацията е съхраняване на правата на българите в Украйна в съответствие със законите на страната.

## Бесарабските българи в Молдова
През есента на 2004 г. в центъра на българите в Молдова, град Тараклия се открива Тараклийският държавен университет, в който официалните езици на обучение са български и молдовски (румънски). Този университет се съфинансира от българската държава.

## Личности
- Александър Малинов (1867 – 1938) – политически и държавен деец, български министър-председател
- Александър Теодоров-Балан (1859 – 1959) – езиковед, пръв ректор на Софийския университет
- Антон Кисе – депутат в парламента на Украйна, председател на Асоциацията на българите в Украйна
- Василе Тарлев (р. 1963) – икономист, молдовски политик и министър-председател в Република Молдова
- Георги Агура (1853 – 1915) – военен деец, генерал
- Гаврил Занетов (1863 – 1934) – юрист
- Георги Тодоров (1858 – 1934) – военен деец, генерал
- Владимир Минков  (1894-1987). Професор в Висш институт по архитектура и строителство (ВИАС), инжер-строител
- Данаил Николаев (1852 – 1942) – военен деец, генерал
- Димитър Агура (1849 – 1911) – историк
- Димитър Греков (1847 – 1901) – политически и държавен деец, български министър-председател
- Димитър Мутев ( 1818 — 1864 ) – е български просветен деец от епохата на Българското възраждане.
- Екатерина Челак (p. 1967) – историк
- Зиновий (Жельо) Дерменджиев (1852 – 1924) – опълченец от III опълченска дружина, участвал в боевете при Шипка и Стара Загора.
- Васил Стоянов (р. 1954) – доктор на педагогическите науки, пръв директор на български лицей Васил Левски в г. Кишинев
- Иван Думиника (р. 1988) – историк
- Иван Забунов – историк, Народен представител в Молдовския парламент.
- Иван Колев (1863 – 1917) – военен деец, генерал
- Иван Минковски – певец на народна българска музика.
- Иван Шишман (р. 1963) – художник
- Йона Тукусер (p.1986) – художник
- Константин Минков (1876 – 1929) дипломат и политик
- Кирилл Ковалджи – писател
- Михаил Греков (1847 – 1922) – революционер и публицист
- Михаил Канев – историк
- Михаил Станчев (р. 1953) – доктор на историческите науки, професор на Харковския университет „В. Н. Каразин“, академик на Българската академия на науките
- Николай Руссев – историк, професор, доктор на историческите науки, ректор на Висшата антропологическа школа – Кишинев в периода 2000 – 2004
- Николай Червенков – историк, професор, доктор на историческите науки, първият ректор на Тараклийския държавен университет „Григорий Цамблак“
- Олимпий Панов (1852 – 1887) – военен деец, майор
- Порфирий Стаматов (1840 – 1925) – юрист
- Петър Труфкин – революционер, писател, юрист
- Райна Манджукова (р.1970 г.) – тв водеща, председател на Държавната агенция за българите в чужбина (август 2009 – май 2010) (2022 - до д/н)
- Руслан Мъйнов (р. 1976) – актьор и певец
- Татяна Станева (р. 1984) - украински културен деец, журналист, организатор на масови мероприятия, режисьор и продуцент на филмите „Място на силата“ и „Чамур“. Бесарабска българка

## Език
Езикът на бесарабски българи е запазил някои старобългарски и диалектни думи и има още няколко разлики със съвременния български език

### „Съвременната поезия на бесарабските българи“
Книгата „Съвременната поезия на бесарабските българи“ (автор Светлозар Василев, редактор Елена Налбантова, изд. Хера – гр. Ямбол 1999 г.) има претенциите да бъде първото научно изследване на литературата на бесарабските българи, периодизация, очертава въпросите, които стоят пред бъдещите изследователи, проследява творчеството им до съвременността, предлага модел за четене на поезията на бесарабските българи. Проектът е изпълнен през 1999 г. от Светлозар Василев и е редактиран от асистента по Възрожденска литература Елена Налбантова от Великотърновския университет.